# Том Спінкс
Том Спінкс (англ. Tom Spinks; нар. 11 липня 1975) — колишній британський тенісист.
Найвищу одиночну позицію світового рейтингу — 422 місце досяг 3 квітня 2000, парну — 237 місце — 5 жовтня 1998 року.
Найвищим досягненням на турнірах Великого шолома було 2 коло в парному розряді.

## Титули на челленджерах

### Парний розряд: (1)
| Ранг | Рік  | Турнір        | Покриття | Партнер        | Суперники                | Рахунок     |
| ---- | ---- | ------------- | -------- | -------------- | ------------------------ | ----------- |
| 1.   | 2000 | Кіото, Японія | Килим    | Мартін Громець | Ісії Яокі Івабуті Сатосі | 6–4, 7–6(5) |